# Impatiens minutiflora
Impatiens minutiflora är en balsaminväxtart som beskrevs av Johan Baptist Spanoghe. Impatiens minutiflora ingår i släktet balsaminer, och familjen balsaminväxter. Inga underarter finns listade i Catalogue of Life.